# Anticipation (videogioco)
Anticipation è un videogioco party sviluppato da Rare e pubblicato nel 1988 da Nintendo per Nintendo Entertainment System.

## Modalità di gioco
Anticipation è un gioco da tavolo per quattro giocatori (ognuno con il suo segnaposto: un paio di scarpe, una trombetta, un orsacchiotto o un cono gelato) in cui scopo è riconoscere i disegni prodotti dal computer, in stile Pictionary. Il gioco non supporta multitap per cui due giocatori devono condividere il gamepad.